# سيباستيان غوركا
سيباستيان غوركا (بالمجرية: Gorka Sebestyén)‏ (بالإنجليزية: Sebastian Gorka)‏ هو مستشار سياسي وعالم سياسة مجري وأمريكي وبريطاني، ولد في 22 أكتوبر 1970 في المملكة المتحدة.
في 22 نوفمبر 2024 وأعلن ترامب اختياره غوركا لمنصبين رئيسيين، هما نائب مساعد الرئيس وكبير مديري مكافحة الإرهاب في إدارة دونالد ترامب الثانية. ما يعتبر مثير للقلق للمسلمون في الولايات المتحدة، نظرا لآرائه المتشددة تجاه الإسلام ومواقفه السابقة التي تضمنت الدفاع عن قرار حظر دخول مواطني الدول ذات الأغلبية المسلمة خلال إدارة ترامب الأولى.

## وصلات خارجية
- الموقع الرسمي
- سيباستيان غوركا على موقع IMDb (الإنجليزية)